# 爱达荷州
爱达荷州（英語：State of Idaho）是美國西北部一州，州府兼最大城市是博伊西，面积216632平方公里（83642平方英里），2020年人口普查显示約有1839106人居住在这个州。美國郵政縮寫是ID。此州的中文譯名容易與愛荷華州（Iowa）混淆，有時也譯作愛達華州。

## 歷史
愛達荷州早於14,500年前已有人類居住紀錄。早期主要是印第安人，聚居於州的南北。1805年當歐洲人到達時，仍有大約8,000印第安人定居人口。
最早到达爱达荷的欧洲人是路易斯与克拉克的探险队。1803年法国将路易斯安那出售给美国，其中的西北角就位于蒙大拿和怀俄明境内和爱达荷州交界的地区。此时由于探险家已经考察过北美西海岸，因此美国政府希望能够组织探险队探索是否有道路能够从密西西比河通到太平洋。路易斯和克拉克一行在爱达荷境内主要是沿着斯内克河向西进发。
1846年，随着美国和英国结束了有关哥伦比亚地区归属权的谈判，美国将北纬49°以南的哥伦比亚地区吞并，并在之后划分出华盛顿领地和俄勒冈领地。
到1848年，加州发现黄金，导致了19世纪中叶的淘金熱和第一次大规模的西进运动，成千上萬的淘金者和拓荒者路過該州到加利福尼亞州北部。至1860年，在該州北部也發現了金礦，很多人前往该地拓荒。19世纪50－60年代，随着太平洋铁路的修建，很多华工抵达美国西部。铁路完工后他们定居在西部各州，很多人为了逃避种族歧视和寻找机遇前往爱达荷领地，并在斯内克河平原上种植馬鈴薯。高峰时期华人一度占了爱达荷领地人口的三成。
1863年愛達荷领地被拆分出来，此后北太平洋铁路开始修建，西雅图得到了发展，很多移民前往华盛顿州的路上会路过爱达荷，这促进了爱达荷中部平原上的城市尤其是博伊西的发展。1890年7月3日，时任美国总统的本杰明·哈里森签署法案，爱达荷以联邦州的身份加入聯邦，為美國第43個州。
20世纪30年代的大萧条曾对爱达荷的农业造成严重打击，1932年一蒲式耳土豆的收购价仅有10美分，而1919年则是1.51美元。这导致很多农民破产，农民的平均收入从686美元下滑到250美元。但在此期间，爱达荷的工业尤其是食品工业得到发展，所以这十年其人口反而增长了17.4%。
二战及其后爱达荷的经济凭借农业和矿业而起飞，该州是美国的马铃薯主产地。
愛達荷州因盛產寶石，又稱寶石之州。
關於愛達荷名稱由來沒有明確記錄，有可能源自Plains Apache字「ídaahę́」, 意思是敵人。

## 地理與行政區劃
爱达荷的地势主要分为三个区域，北部狭长地带和与加拿大不列颠哥伦比亚省、东北与蒙大拿州接壤的地区是山地，盛产木材；中南部是斯内克河平原横贯本州，是主要的农业区域，其东方与怀俄明州接壤，黄石国家公园的西部部分园区延申进爱达荷州，但此区域的公园辖区内无常住人口；南方与内华达州和犹他州接壤的地区则也是山地，但不像北部那样连成一片，南方的山地地势高于北方，而且气候干燥，属于大盆地的北缘。西南与俄勒冈州接壤，西北部与华盛顿州接壤，这两个地区都比较干燥。
此州的北方有2個大草原，東南方有高山（全州81座山脈中有42座超過10,000英呎）。最重要的河流是蛇河（Snake River）和鮭魚河（Salmon River）。另有著名的愛達荷狹地。
爱达荷州全境冬季寒冷，夏季温暖，四季分明，属于长冬短夏的亚寒带向温带过渡气候区域，全境属温带大陆性气候，降水集中于冬季和夏季且气候较为干燥。
愛德荷州共轄有44個縣。由于地广人稀，这些县的面积普遍较大。人口集中分布于斯内克河沿线和与华盛顿州交界地区。

## 旅遊與觀光資訊

### 國家公園
黃石國家公園

### 州立公園
Niagara Springs State Park
Ritter Island State Park
Bruneau Dunes State Park
Lake Walcott State Park

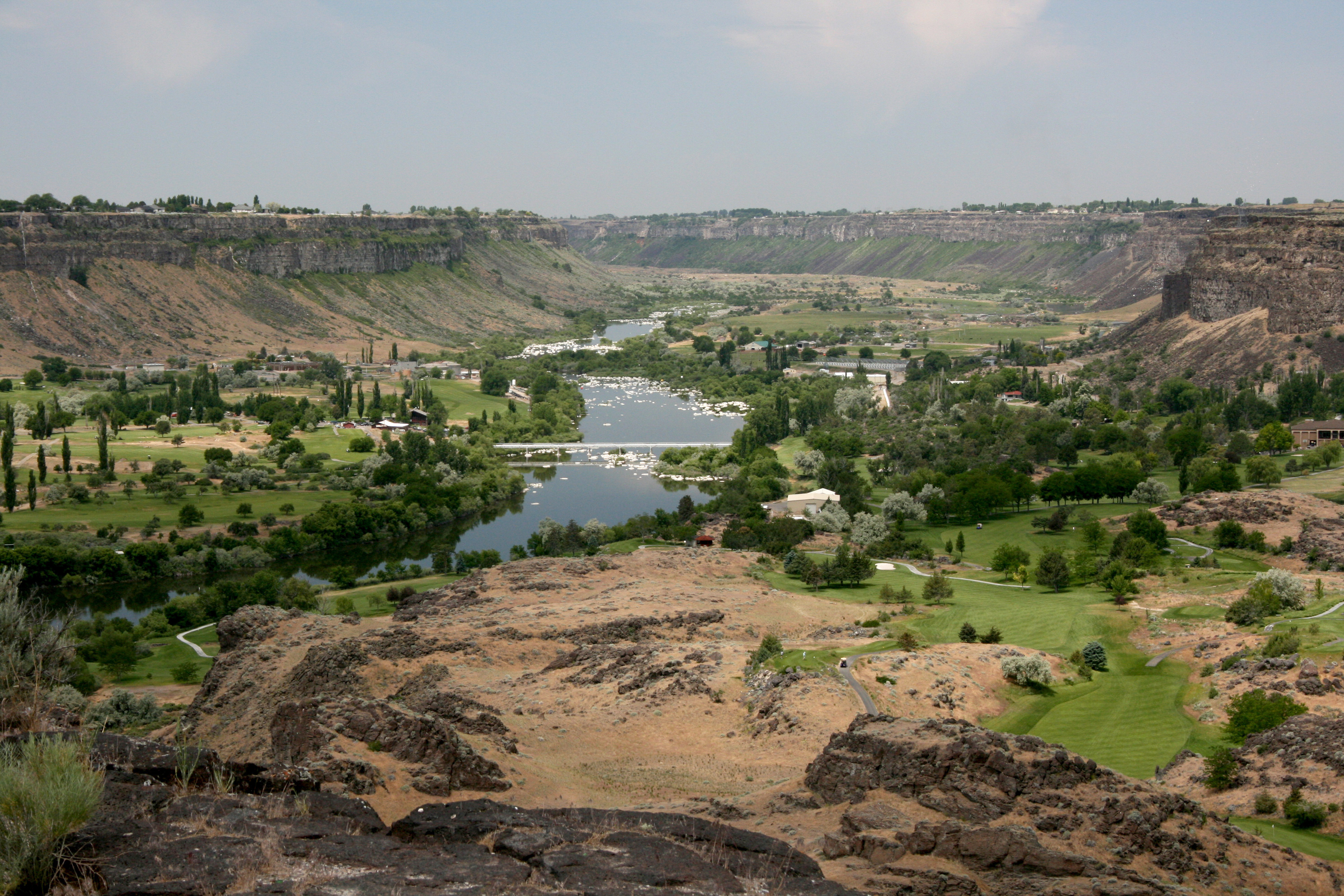
斯內克河峽谷

Castle Rocks State Park

### 其他景點
Shoshane Falls
Snake River Canyon
Coeur d'alene Lake
Craters of the Moon National Monument & Preserve

## 經濟
愛達荷州的主要經濟產業是農業、食品加工業、林業、高科技業、觀光業和採礦業。目前台灣為愛州第二大出口市場。

## 人口
| 调查年                 | 人口      | 备注 | %±     |
| ---------------------- | --------- | ---- | ------ |
| 1870                   | 14,999    |      | —      |
| 1880                   | 32,610    |      | 117.4% |
| 1890                   | 88,548    |      | 171.5% |
| 1900                   | 161,772   |      | 82.7%  |
| 1910                   | 325,594   |      | 101.3% |
| 1920                   | 431,866   |      | 32.6%  |
| 1930                   | 445,032   |      | 3.0%   |
| 1940                   | 524,873   |      | 17.9%  |
| 1950                   | 588,637   |      | 12.1%  |
| 1960                   | 667,191   |      | 13.3%  |
| 1970                   | 712,567   |      | 6.8%   |
| 1980                   | 943,935   |      | 32.5%  |
| 1990                   | 1,006,749 |      | 6.7%   |
| 2000                   | 1,293,953 |      | 28.5%  |
| 2010                   | 1,567,582 |      | 21.1%  |
| 2020                   | 1,839,106 |      | 17.3%  |
| 2023年估计             | 1,964,726 |      | 6.8%   |
| Source: 1910–2020 2023 |           |      |        |

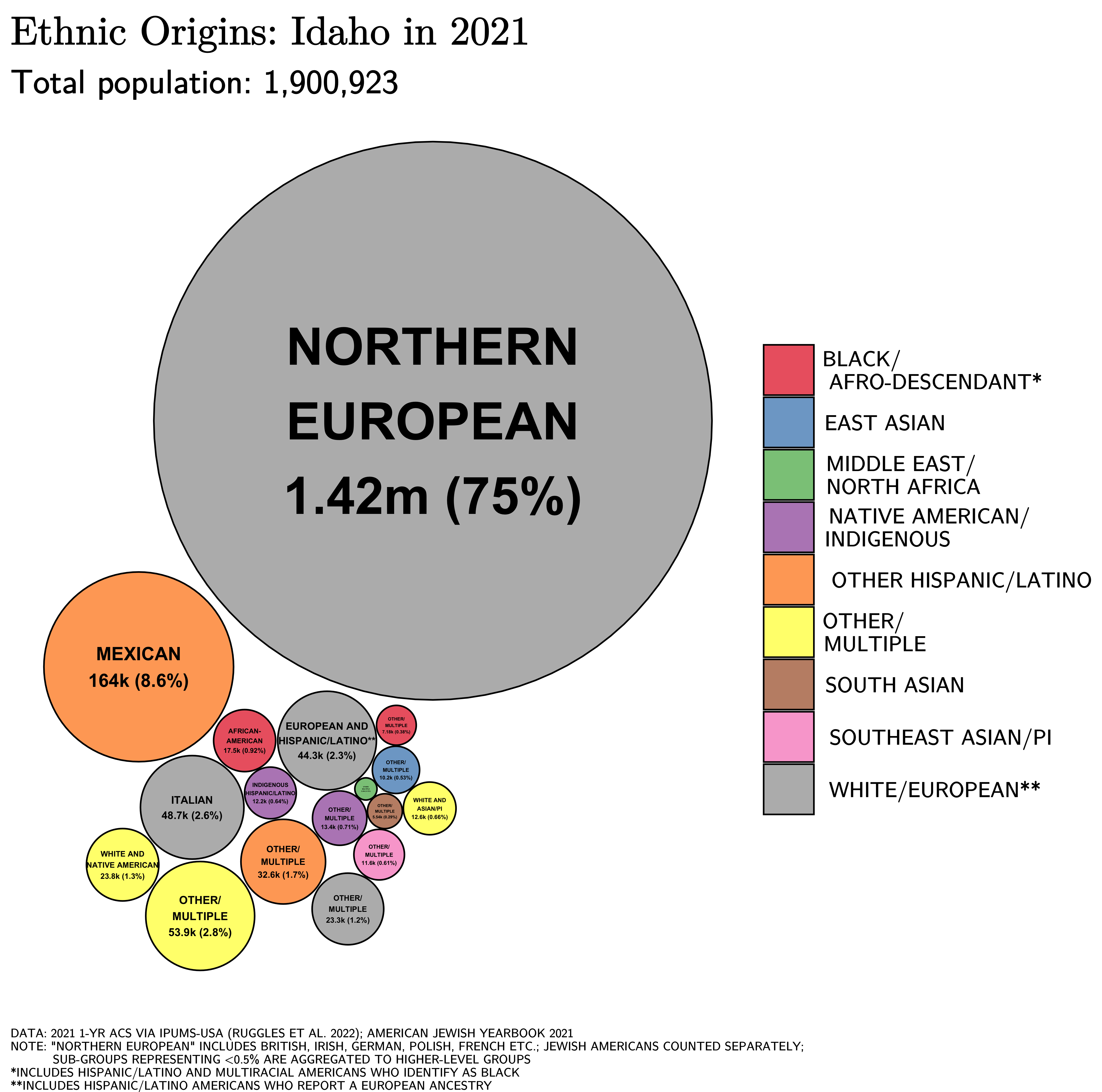
爱达荷州居民祖先来源

美国人口普查局确定，截至2021年7月1日，爱达荷州人口为1,900,923人，自2010年美国人口普查以来增加了21% 。2018年爱达荷州人口估计为1,754,208人，比上一年增加37,265人，比2010年增加186,626人，增幅11.91%。爱达荷州是美国人口增长最快的州之一，2010年至2020年，爱达荷州人口增长了17.3%，是该十年中人口增长率第二快的州。从1990年到2010年，爱达荷州人口增长了560,000多 (55%)。
| 种族                             | 1970  | 1990  | 2000  | 2010  | 2020  |
| -------------------------------- | ----- | ----- | ----- | ----- | ----- |
| 白人/欧裔美国人                  | 98.1% | 94.4% | 90.1% | 89.1% | 82.1% |
| 美洲原住民                       | 0.9%  | 1.4%  | 1.4%  | 1.4%  | 1.4%  |
| 亚裔                             | 0.5%  | 0.9%  | 0.9%  | 1.2%  | 1.5%  |
| 黑人                             | 0.3%  | 0.3%  | 0.4%  | 0.6%  | 0.9%  |
| 夏威夷原住民与其他太平洋岛原住民 | —     | —     | 0.1%  | 0.1%  | 0.2%  |
| 其他种族                         | 0.2%  | 3.0%  | 4.2%  | 5.1%  | 5.6%  |
| 两个或更多种族身份               | —     | —     | 2.0%  | 2.5%  | 8.3%  |

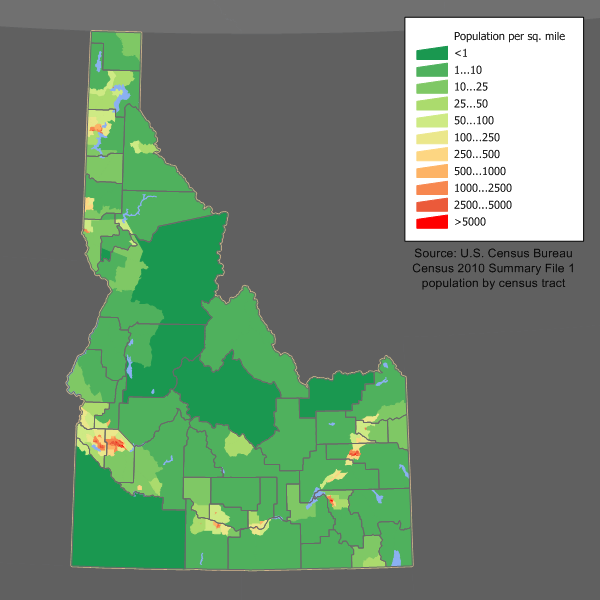
爱达荷州人口密度地图

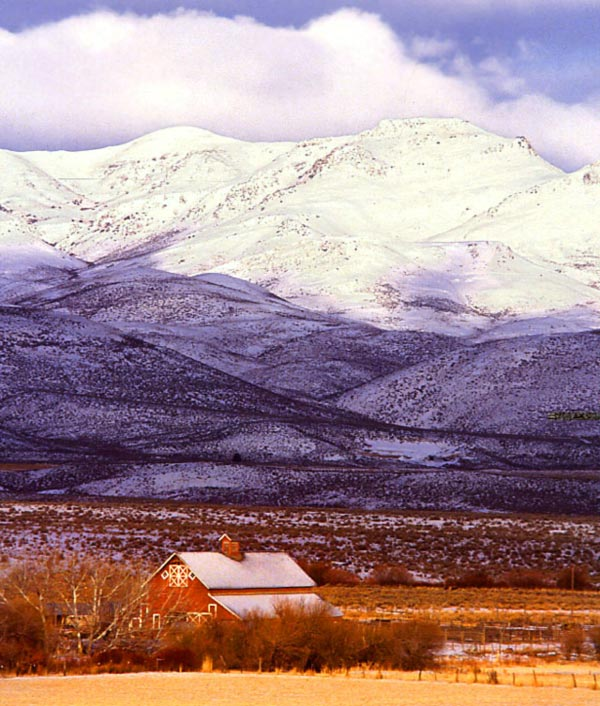
奧懷希山

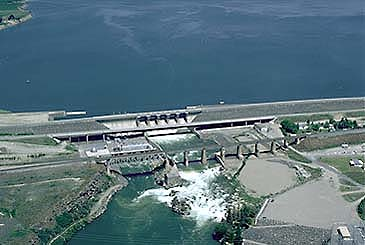
美利堅瀑布水壩

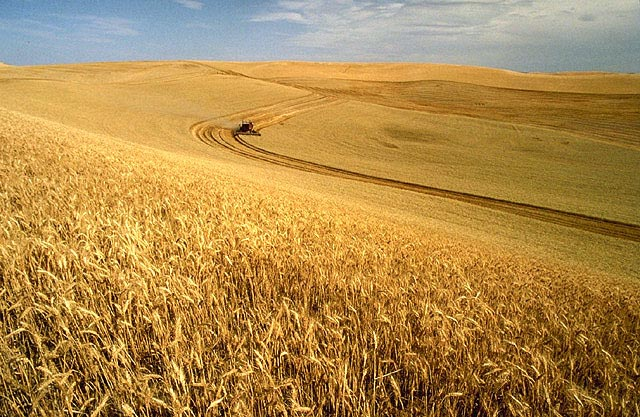
爱达荷農業區

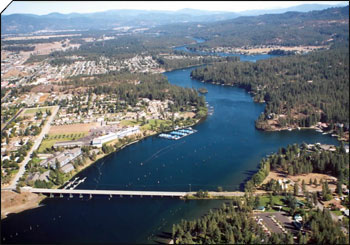
Post Falls市

根據人口普查，在爱达荷州的居民祖先中，德國人（18.9%）最多，其次是英國人（18.1%）、愛爾蘭人（10%）、美國本土化血統（8.4%）和挪威人（3.6%）。
宗教上，爱达荷州相當特別。它是唯一一個新教徒和耶穌基督后期聖徒教會都在其中占有相當比率的州。前者占39%，後者占30%。下列是爱达荷州的人口信仰比例。
- 39% 新教徒
- 30% 耶稣基督后期圣徒教会教徒
- 12% 羅馬天主教徒
- 2% 其他基督教派的教徒
- 1% 其他宗教教徒
- 13% 無信仰者

爱达荷州新教徒中，各教義派所占比例不同，其中以衛理公會派（6%）最高、其次為路德會（4%）、接著是浸禮會（4%）。
值得注意的是，华人曾是该州占比第二高的族裔。1870年时，爱达荷领地人口中有4,000多华人，占了总人口的30%。但由于一系列的排华暴乱和后来的排华法案，华人被排挤和驱逐后被迫前往其他国家或华人社区较大的城市，现在华人只占总人口的不到1%。
根据美国移民委员会的数据，2018年爱达荷州移民的主要来源国是墨西哥、加拿大、菲律宾、中国和德国。
该州有五个联邦认可的美洲原住民部落。这些部落包括肖肖尼-班诺克部落、肖肖尼-派尤特部落、科达伦部落、库特奈部落和内兹珀斯部落。

## 重要城鎮
- 博伊西
- 波卡特洛
- 爱达荷福尔斯
- 肖肖尼（Shoshone）
- 墨菲（Murphy）
- 亞美利加瀑布城
- 布萊克富特（Blackfoot）
- 森瓦利 (愛達荷州)（Sun Valley）
- 豈彻姆（Ketchum）
- 科达伦（Coeur d'Alene）
- 莫斯科（Moscow）
- 刘易斯顿

### 都会区
| 排名 | 都会区名稱               | 人口    |
| ---- | ------------------------ | ------- |
| 1    | 博伊西城 MSA             | 730,426 |
| 2    | 科达莲 MSA               | 161,505 |
| 3    | 爱达荷福尔斯 MSA         | 148,904 |
| 4    | 双瀑 MSA                 | 110,096 |
| 5    | 波卡特洛 MSA             | 87,138  |
| 6    | 雷克斯堡 μSA             | 52,472  |
| 7    | 布莱克富特 μSA           | 46,236  |
| 8    | 沙点 μSA                 | 44,727  |
| 9    | 伯利 μSA                 | 44,689  |
| 10   | 刘易斯顿 MSA（州内部分） | 40,408  |

## 教育
詳見愛達荷州學院和大學列表

## 重要體育團體

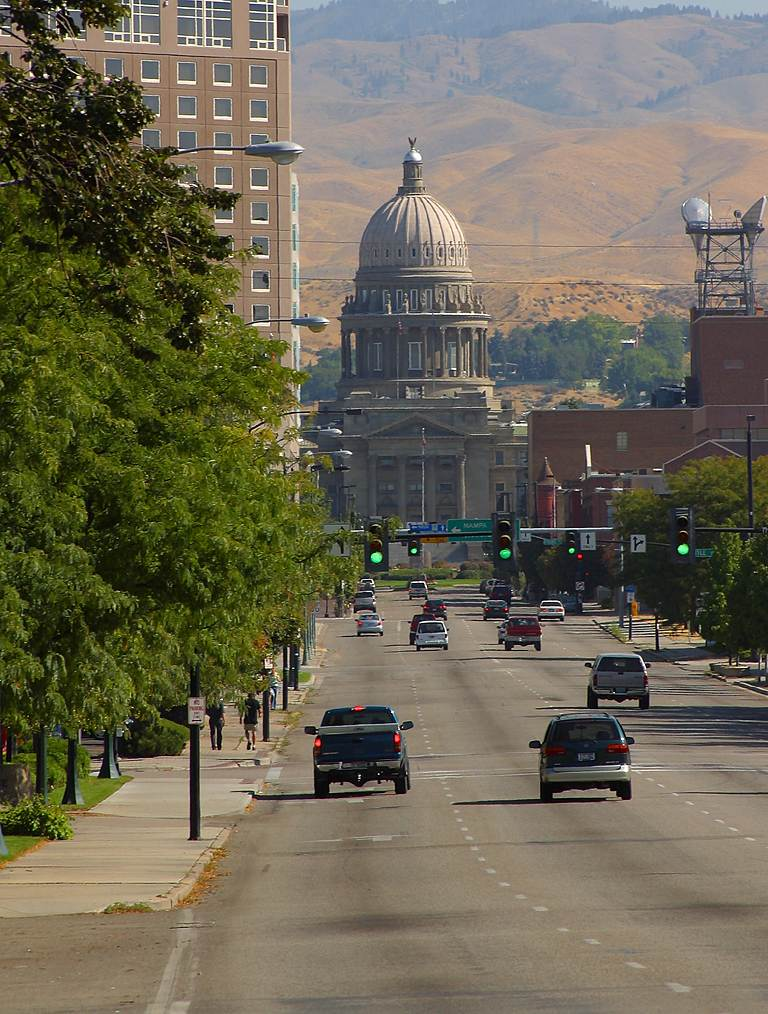
波夕市

### 棒球
- 小聯盟
  - 樹城老鷹（Boise Hawks，短期1A級西北聯盟，母隊：芝加哥小熊）
  - 爱达荷瀑布鵪鶉（Idaho Falls Chukars，新人級先鋒聯盟，母隊：堪薩斯市皇家）

## 交通

### 重要高速公路
- 15號州際公路
- 86号州际公路（西段）
- 84号州际公路（西段）

## 外部連結
- 美國愛達荷州政府官網（页面存档备份，存于）（英文）
- 美国爱达荷州中国代表处官网（简体中文）
- 美國愛達荷州亞太區辦事處官網 （页面存档备份，存于）（繁體中文）